# Zalman
Zalman (укр. Залман) — південнокорейська компанія, заснована 1999 року. Спеціалізується на виготовленні систем охолодження для комп'ютерів, корпусів для стаціонарних комп'ютерів, блоків живлення, моніторів, аудіо та ігрових пристроїв. Вийшла на світовий ринок завдяки системам охолодження для ПК, зробивши акцент на безшумності цих систем.

## Основні події в історії компанії

### 1999
- 1999.01 — Заснування Zalman Tech Co., Ltd.
- 1999.02 — Заявки на патенти (15 заявок: охолоджуючі систем для електроніки)
- 1999.09 — Одержання KT Mark (Міністерство науки і технології)

### 2000
- 2000.04 — Реєстрація як венчурної фірми.
- 2000.12 — Початок масового виробництва кулерів.

### 2001
- 2001.05 — Випущений CPU кулер — CNPS5000
- 2001.12 — Переїзд офісу і фабрики (Daeryung Techno Town III, 448 Gasan-dong, Gumchun-gu, Seoul). Фірма отримує нагороду Excellent Technology Firm (Kibo Technology Fund)

### 2002
- 2002.02 — Засноване відділення в Каліфорнії
- 2002.07 — Нагороджена «1st Export Award» для малого и среднього бізнесу
- 2002.09 — Отримала сертифікат ISO9001:2000
- 2002.11 — Взяла участь в COMDEX FALL 2002 Las Vegas — CNPS7000-Cu (Була серед фіналістів '2002 Best of COMDEX Awards')

### 2003
- 2003.01 — Заснований центр розробки та дослідів
- 2003.06 — Завершена програма Innovative Technological Development
- 2003.09 — Отриманий сертифікат ISO14001:1996. Відзначена як INNO-BIZ корпорація (Управління малого та середнього бізнесу)
- 2003.10 — Нагороджена 'Newly Developed Outstanding Electronic Component'.(Корейська асоціація електроніки)
- 2003.11 — Взяла участь у COMDEX FALL 2003 Las Vegas — TNN 500A(Вибрана серед фіналістів '2003 Best of COMDEX Awards') Річний експорт досяг 10 мільйонів доларів

### 2004
- 2004.02 — Випущена серія безшумних корпусів TNN (Totally No Noise)
- 2004.10 — Нагороджена 'Electronic Components Technology Award/ Development Award'. Нагороджена 'Venture Korea 2004 — President Award'
- 2004.12 — Річний експорт досяг 20 мільйонів доларів

### 2005
- 2005.02 — Нагороджена Reader's Choice Award 2004 (Tom's Hardware) в номінації 'Best Cooler Manufacturer'
- 2005.07 — Вибрана як '2005 Korean Technology Fast 50 corporation'
- 2005.10 — Нагороджена 'Electronic Components Development Award/ Development Award'

(Korea Electronics Association)
- 2005.11 — Нагороджена 'Export Tower of 20 Million Dollars Award'
- 2005.12 — CPU кулер визнаний продуктом світового класу другої половини 2005 року (Міністерство комерції, виробництва і энергії)

### 2006
- 2006.01 — Розроблені та випущені корпуса HTPC
- 2006.02 — Reader's Choice Award 2005 (Tom's Hardware). Вибрана 'Best Cooler Manufacturer' (2 роки поспіль)
- 2006.09 — Нагороджена 'President's Award at the 7th Innovative Technology Fair'

(Управління малого та середнього бізнесу)
- 2006.10 — Нагороджена бронзовою медаллю 'Electronic Components Technology Awards'

(Корейська асоціація електроніки)
- 2006.11 — Вибрана однією з «500 найкращих фірм АТР» (2 роки поспіль). Нагороджена 'Export Tower of 30 Million Dollars Award'
- 2006.12 — Нагороджена 'Gold Prize at the 2006 Venture Design Award'

### 2007
- 2007.05 — Акції компанії внесені на KOSDAQ
- 2007.07 — VGA кулер визнаний 'World's First-Class Product' за першу половину 2007 року

### 2008
- 2008.01 — Отримала 'CES 2008, Design & Engineering Innovations Award' (LQ1000)
- 2008.04 — Випущені нові продукти: 2D/3D TRIMON LCD монітор, ігрова мишка FPSGUN
- 2008.05 — Отримала 'KIBO Technology Fund Start-up Company Fund'
- 2008.08 — Нагороджена 'Technological Innovation Award'